# Янувка (Опольське воєводство)
Янувка (пол. Janówka, нім. Janowka) — село в Польщі, у гміні Бичина Ключборського повіту Опольського воєводства.
Населення — 237 осіб (2011).

## Демографія
Демографічна структура станом на 31 березня 2011 року:
|          | Загалом | Допрацездатний вік | Працездатний вік | Постпрацездатний вік |
| -------- | ------- | ------------------ | ---------------- | -------------------- |
| Чоловіки | 124     | 27                 | 81               | 16                   |
| Жінки    | 113     | 26                 | 61               | 26                   |
| Разом    | 237     | 53                 | 142              | 42                   |